# Głębiec (szczyt)
Głębiec (825 m n.p.m.) - niewybitny szczyt w Paśmie Baraniej Góry i Skrzycznego w Beskidzie Śląskim, na terenie miasta Wisły.
Wznosi się w bocznym pasemku górskim, odgałęziającym się od głównego grzbietu Pasma Baraniej Góry i Skrzycznego w górze Kubalonce i opadającym w kierunku północno-zachodnim przez Kozińce i Gronik w widły Wisły i Kopydła. Leży we wspomnianym grzbiecie niespełna 800 m na północny zachód od szczytu Kubalonki.
Północno-wschodnimi stokami Głębca biegnie żółto  znakowany szlak turystyczny ze stacji kolejowej w Wiśle Głębcach na przełęcz Szarcula, natomiast stokami południowo-zachodnimi, tuż pod szczytem – zielono  znakowany szlak z Wisły Nowej Osady na przełęcz Kubalonka.